# Мороз Ольга Вікторівна
О́льга Ві́кторівна Моро́з (* 16 серпня 1970) — українська спринтерка, змагалась у естафеті 4 × 400 метрів та бігу на 200 й 400 метрів.

## Життєпис
1988 року у складі команди СРСР здобула бронзову нагороду в бігу на 400 метрів та естафеті 4/400 метрів — вона та Пашніна (Бурканова) Ольга Вікторівна, Мовчан Тетяна Петрівна й Милосердова Вікторія.
На Кубку Європи з легкої атлетики-1995 здобула бронзову медаль у дистанції 200 метрів та естафеті 4/400 метрів — вона та Олена Рурак й Яна Мануйлова.
На Кубку Європи з легкої атлетики-1996 здобула срібну медаль у естафеті 4/400 метрів — вона та Вікторія Фоменко, Людмила Кощей й Олена Рурак.
Змагалась у жіночій естафеті 4 × 400 метрів на літніх Олімпійських іграх 1996 року.
3 березня 1997 року на Чемпіонаті світу з легкої атлетики в приміщенні у естафеті 4/400 метрів Ольга Мороз, Тетяна Мовчан, Аеліта Юрченко й Галина Місіріук встановили рекорд України — 3 хв 30,43 сек.